# Christopher Stahl
Christopher Stahl (Pseudonym für Gerd Jürgen Merz; geb. 12. April 1944 in Bad Camberg; gest. 1. November 2018 in Alzey) war ein deutscher Ökonom, Sachbuchautor und Kriminalschriftsteller.

## Leben
Nach einem Studium der Betriebswirtschaft bildete sich Gerd Jürgen Merz nebenberuflich in Betriebspsychologie und Betriebssoziologie weiter. Er absolvierte eine Zusatzausbildung zum zertifizierten Entspannungspädagogen mit Transaktionsanalyse, autogenem Training, progressiver Muskelrelaxation und Neuro-Linguistischem Programmieren.
Seit 1971 war Gerd Jürgen Merz als Referent in der Erwachsenenbildung für verschiedene Verbände tätig. Nach 1985 war er bis 2012 als Coach und Berater für steuerberatende Berufe in Deutschland und Österreich mit Managementpraxis, Mediation und der Einrichtung von Qualitätsmanagement befasst. Gerd Jürgen Merz übernahm einen Lehrauftrag an der Fachhochschule Rheinland-Pfalz in Rhetorik und Lerntechniken im Fachbereich Steuerwesen.
Seit 1995 schrieb Gerd Jürgen Merz Fachbücher für Steuerberater. 2001 begann er unter dem Pseudonym „Christopher Stahl“ mit dem Schreiben von Kriminalromanen, die alle im Steuerberater-Milieu spielen. Das Lexikon der deutschen Krimi-Autoren beschreibt seine Romanidee als „Begründung des Untergenre des Steuerberaterkrimis“. Darüber hinaus schrieb er Regionalkurzkrimis für die Region Rheinhessen. Merz war Mitglied der Vereinigung deutschsprachiger Kriminalliteratur Syndikat. Er war Ideengeber und Begründer der Autorengruppe „Mörderisches Rheinhessen“ und des gleichnamigen Krimifestivals. Ehrenamtlich war er als Opferberater beim Weißen Ring aktiv.
Im Dezember 2013 erschien nach drei Jahren Recherche erstmals unter seinem bürgerlichen Namen im Leinpfad Verlag sein Roman Papa hat dich lieb – Ein Krimi. Das zentrale Thema beschreibt die dramatischen und verheerenden Folgen des unverarbeiteten sexuellen Missbrauchs von Kindern. Er bezeichnete das Projekt als belletristische Gratwanderung: Aufklärung über ebenso reale wie kaum glaubliche Verbrechen, „versteckt“ in einer fiktiven Story. Das Buch war als erstes einer neuen Reihe mit der Protagonistin Maike Berger, einer alleinerziehenden Pharmareferentin, gedacht. Ein Folgeroman war in Vorbereitung.
Gerd Jürgen Merz war 40 Jahre mit einer Steuerberaterin verheiratet, mit der er drei Söhne hatte. Er starb im Herbst 2018 im Alter von 74 Jahren.

## Werke
- Tödliche Veranlagung. Neue Wirtschaftsbriefe, Herne 2002, ISBN 3-482-52161-1.
- Schwarzes Geld für schwarze Schafe. Neue Wirtschaftsbriefe, Herne 2004, ISBN 3-482-52641-9.
- Mörderische Bilanz. Neue Wirtschaftsbriefe, Herne 2005, ISBN 3-482-54581-2.
- Mordsverlust. Neue Wirtschaftsbriefe, Herne 2007, ISBN 978-3-482-58411-4.
- Bilanz einer Lüge. Neue Wirtschaftsbriefe, Herne 2011, ISBN 978-3-482-63301-0.
- Papa hat dich lieb. Ein Krimi. Leinpfad Verlag, Ingelheim 2013, ISBN 978-3-942291-49-1.
- Gerd Jürgen Merz (Hrsg.): Mörderisches Rheinhessen. Societätsverlag, Frankfurt am Main 2008, ISBN 978-3-7973-1106-1.
- Mitautor in der Anthologie Perfekte Opfer. Leinpfad Verlag, Ingelheim 2009, ISBN 978-3-937782-89-8.
- Audio-CD Tödliche Veranlagung. Neue Wirtschaftsbriefe, Herne 2009, ISBN 348260441X; ISBN 978-3482604416.